# 分散型音響計測
分散型音響計測（ぶんさんがたおんきょうけいそく、Distributed Acoustic Sensing、略称 DAS）システムは、レイリー散乱ベースとして光ファイバーケーブルを使う計測法で、分散された歪みの計測を行う。
DASでは、光ファイバーケーブルはそれ自身がセンサー素子となり、測定が行われ、付随する光電子装置によって部分的に処理される。このようなシステムは音響周波数領域の歪み信号（振動）をとてつもなく長い距離にわたって過酷な環境下で検出することを可能にする。分散型振動計測（DVS）とも言う。

## レイリー散乱ベースの光ファイバーセンシングの基礎
レイリー散乱ベースの分散型光ファイバーセンシングではコヒーレントレーザーパルスが光ファイバーに沿って送信され、ファイバー内のあらゆる地点での光散乱により、ファイバーはパルス長にほぼ等しいゲージ長の分散型干渉計として機能する。光パルスの入力点に出力される後方散乱光の強度はレーザーパルス送信後の時間関数として測定される。これはコヒーレントレイリー光学時間領域反射率計（COTDR）として知られている。パルスがファイバの全長を移動して戻る時間があれば、次のレーザーパルスをファイバに沿って送信できます。光パルスがファイバーの全長を移動して戻る時間があれば、次のレーザーパルスをファイバーに沿って送信できる。ファイバーの同じ領域からの連続するパルスの後方散乱光の変化は、ファイバーのそのセクションの光学的距離の変化によって引き起こされる。このタイプのシステムはファイバーの歪みの変化に非常に敏感であり、測定は光パルスが到達するファイバーのすべてのセクションでほぼ同時に行うことができる。後方散乱光の変化は強度と位相の両方に変化が起きる。

## レイリー散乱ベースのDASシステムの機能
最大観測範囲
光パルスは光ファイバー内を通って伝搬するときに減衰する。1550 nmの光パルスがシングルモードファイバーを通過する場合、一般的な減衰は0.2 dB / kmである。DASの場合、光パルスはファイバーの各セクションに沿って二重に通過する必要があるため、1kmごとに計0.4dBの損失が発生することを意味する。DASシステムの最大観測範囲は、後方散乱光の振幅が非常に低くなり、明確な信号を取得できなくなる状況下で決まる。入力パルスの電力を増やすことによってこの影響を打ち消すことはできない。光パルスが一定のレベルを超えると、非線形光学効果が誘発され、システムの動作が中断されるためである。通常、測定できる最大範囲は約40〜50kmである。

空間解像度と空間サンプリング周期
空間分解能は主に送信パルスの持続時間によって決定され、100nsのパルスで10mの分解能が一般的な値である。後方散乱光の量はパルス長に比例するため、空間分解能と最大観測範囲の両者はトレードオフ関係にある。最大観測範囲を拡大するには、より長いパルス長を使用して後方散乱光のレベルを上げることが望ましいが、これは空間分解能が下がることにつながる。2つの信号を独立させるには、少なくとも空間分解能で分離されたファイバ上の2つのポイントから信号を取得する必要がある。空間分解能よりも小さい間隔でサンプルを取得することは可能であり、これは互いに独立していない信号を生成するが、そのようなアプローチはいくつかのアプリケーションで利点となっている。サンプリングポイント間の分離は、空間サンプリング周期と呼ばれることもある。

データ取得率
次のレーザーパルスを送信する前に、前のレーザーパルスがファイバーの遠端に達し、そこからの後方散乱光が戻るまでの時間が必要である。そうしないと、後方散乱光がファイバーのさまざまなセクションから同時に戻り、システムが正しく動作しない。いわゆるクロストークが生じる。長さが50kmの光ファイバーの場合、最大光パルスレートは2kHzをわずかに超えます。 したがって、ナイキスト周波数1kHzまでの周波数で変化するひずみを測定できる。ファイバーが短いほど最大光パルスレートが高くなり、データ取得率が高くなることは明らかである。

温度計測
DASシステムは温度とひずみの両方の変動を検知するが、温度によるものはひずみよりも低い周波数範囲で発生する傾向があるため、これらは通常、分離可能である。ブリルアン散乱やラマン散乱に基づくものなどの他の分散型ファイバー計測技術とは異なり、DASは絶対値ではなく温度の変化のみを検出できる。

## 日本におけるDASシステムの導入
DASテクノロジーを使った地震波観測は欧米で2011年頃から試験的に使われ始め、線形性を向上させた後方散乱光の位相差データを用いる実用的なDAS装置が新しい物理探査技術として2014年頃から使われている。日本では2017年から物理探査、地震観測、長大構造物のモニタリング等の実証実験に使われ始め、データS/Nの向上とともに実用化が進められている。災害大国の日本において新しい防災技術としての期待も高まっている。2019年に釜石沖に敷設された光ファイバを利用してDASによる地震観測が東京大学から報告されている。(地震研NLP39web-A4-Link-2.pdf (u-tokyo.ac.jp))。地震観測では100kmを超えるファイバを使用し、数m毎の振動が記録できるなどメリットが大きい。特に地震計の設置が高額になる海洋での地震観測に期待が大きい。一方では、急激な大きい振動には対応できない（サンプリングパルスの間隔で位相差がπを超える場合）などの短所もある。長距離にわたって既設の光ファイバを利用した観測が可能なことから道路の通行量調査、非常に小さい歪を位相差として検出できる等の点から構造物検査(Structure Hearth Monitoring)等での実例が報告されている。,